# Lijst van voetbalinterlands Bosnië en Herzegovina - Iran
Deze lijst van voetbalinterlands is een overzicht van alle officiële voetbalwedstrijden tussen de nationale teams van Bosnië en Herzegovina en Iran. De landen speelden tot op heden zeven keer tegen elkaar. De eerste ontmoeting, een vriendschappelijke wedstrijd, werd gespeeld op 22 juli 2001 in Bihać. Het laatste duel, eveneens een vriendschappelijke, vond plaats op 12 november 2020 in Sarajevo.

## Wedstrijden
| № | Plaats   | Datum            | Competitie        | Wedstrijd                    | Uitslag |
| - | -------- | ---------------- | ----------------- | ---------------------------- | ------- |
| 1 | Bihać    | 22 juli 2001     | Vriendschappelijk | Bosnië en Herzegovina – Iran | 2 – 2   |
| 2 | Teheran  | 10 augustus 2001 | Vriendschappelijk | Iran – Bosnië en Herzegovina | 4 – 0   |
| 3 | Teheran  | 2 februari 2005  | Vriendschappelijk | Iran – Bosnië en Herzegovina | 2 – 1   |
| 4 | Teheran  | 31 mei 2006      | Vriendschappelijk | Iran – Bosnië en Herzegovina | 5 – 2   |
| 5 | Sarajevo | 12 augustus 2009 | Vriendschappelijk | Bosnië en Herzegovina – Iran | 2 – 3   |
| 6 | Salvador | 25 juni 2014     | WK 2014           | Bosnië en Herzegovina − Iran | 3 − 1   |
| 7 | Sarajevo | 12 november 2020 | Vriendschappelijk | Bosnië en Herzegovina − Iran | 0 − 2   |

## Samenvatting
| Competitie        | Totaal gespeeld | Winst Bosnië en Her. | Gelijk | Winst Iran | Doelsaldo Bosnië en Her. – Iran |
| ----------------- | --------------- | -------------------- | ------ | ---------- | ------------------------------- |
| WK-eindronde      | 1               | 1                    | 0      | 0          | 3 − 1                           |
| Vriendschappelijk | 6               | 0                    | 1      | 5          | 7 − 18                          |
| Totaal            | 7               | 1                    | 1      | 5          | 10 − 19                         |

Wedstrijden bepaald door strafschoppen worden, in lijn met de FIFA, als een gelijkspel gerekend.

## Details

### Eerste ontmoeting
| Vriendschappelijk (Bihać, Bosnië en Herzegovina, 22 juli 2001): |       |                                          |
| Bosnië en Herzegovina                                           | 2 – 2 | Iran                                     |
| Sead Seferović 7' Miroslav Dujmović 10'                         | goals | 16' Sirous Deenmohammadi 90' Fraz Fatemi |

### Tweede ontmoeting
| Vriendschappelijk (Teheran, Iran, 10 augustus 2001):           |       |                       |
| Iran                                                           | 4 – 0 | Bosnië en Herzegovina |
| Mehdi Hasheminasab 6' Ali Daei 67' Ali Karimi 82' Ali Daei 90' | goals |                       |

### Derde ontmoeting
| Vriendschappelijk (Teheran, Iran, 2 februari 2005): |       |                       |
| Iran                                                | 2 – 1 | Bosnië en Herzegovina |
| Ali Daei 47' Arash Borhani 75'                      | goals | 71' Elvir Bolić       |

### Vierde ontmoeting
| Vriendschappelijk (Teheran, Iran, 31 mei 2006):                                                  |       |                                           |
| Iran                                                                                             | 5 – 2 | Bosnië en Herzegovina                     |
| Mehrzad Madanchi 26' Rahman Rezaei 44' Vahid Hashemian 45' Reza Enayati 89' Rasoul Khatibi 90+1' | goals | 4' Zvjezdan Misimović 17' Sergej Barbarez |

### Vijfde ontmoeting
| Vriendschappelijk (Sarajevo, Bosnië en Herzegovina, 12 augustus 2009): |       |                                                              |
| Bosnië en Herzegovina                                                  | 2 – 3 | Iran                                                         |
| Edin Džeko 52' Edin Džeko 65'                                          | goals | 79' Masoud Shojaei 86' Arash Borhani 90' Andranik Teymourian |

### Zesde ontmoeting
| WK 2014 (Salvador, Brazilië, 25 juni 2014): |                 | |
| Bosnië en Herzegovina | 3 – 1           | Iran |
| Edin Džeko (Miralem Pjanić) 23' Miralem Pjanić (Tino-Sven Sušić) 59' Avdija Vršajević (Sejad Salihović) 83'                                                          | goals (assists) | 82' Reza Ghoochannejhad (Javad Nekounam) |
| Safet Sušić | bondscoach      | Carlos Queiroz |
| Asmir Begović Emir Spahić Sead Kolašinac Muhamed Bešić Toni Šunjić Avdija Vršajević Miralem Pjanić Tino-Sven Sušić 79' Anel Hadžić 61' Vedad Ibišević Edin Džeko 84' | opstellingen    | Alireza Haghighi Jalal Hosseini Amir Hossein Sadeghi Mehrdad Pooladi 63' Ehsan Hajsafi Javad Nekounam Andranik Teymourian Pejman Montazeri 46' Masoud Shojaei Reza Ghoochannejhad 68' Ashkan Dejagah |
| Ognjen Vranješ 61' Sejad Salihović 79' Edin Višća 84' | wissels         | 46' Khosro Heydari 63' Alireza Jahanbakhsh 68' Karim Ansarifard |
| Muhamed Bešić 77' | gele kaarten    | 87' Karim Ansarifard |

### Zevende ontmoeting
| Vriendschappelijk (Sarajevo, Bosnië en Herzegovina, 12 november 2020):                                                                         |       |                                   |
| Bosnië en Herzegovina | 0 – 2 | Iran                              |
| | goals | 46' Kaveh Rezaei 90' Mehdi Ghaedi |
| - Debuut van Josip Ćorluka (Zrinjski Mostar), Amar Rahmanović (FK Sarajevo) en Irfan Hadžić (Akhisar Belediyespor) voor Bosnië en Herzegovina. |       |                                   |

N/FS BiH · A-internationals · Bondscoaches · Statistieken · Bosnisch vrouwenelftal · Bosnië U23 · Bosnië U21 · Bosnië U19 · Bosnië U18 · Bosnië U17 · Bosnië U16
1995 – 1999 ·
2000 – 2009 ·
2010 – 2019 ·
2020 − 2029
WK 2014
1995 · 
1996 · 
1997 · 
1998 · 
1999 · 
2000 · 
2001 · 
2002 · 
2003 · 
2004 · 
2005 · 
2006 · 
2007 · 
2008 · 
2009 · 
2010 · 
2011 · 
2012 · 
2013 · 
2014 · 
2015 · 
2016 · 
2017 · 
2018 ·
2019 ·
2020 ·
2021 ·
2022 ·
2023 ·
2024
Albanië ·
Algerije ·
Andorra ·
Argentinië ·
Armenië ·
Azerbeidzjan ·
Bahrein ·
Bangladesh ·
België ·
Brazilië · 
Bulgarije ·
Chili ·
China ·
Costa Rica ·
Cyprus ·
Denemarken ·
Duitsland ·
Egypte ·
Engeland ·
Estland ·
Faeröer ·
Finland ·
Frankrijk ·
Georgië ·
Ghana ·
Gibraltar ·
Griekenland ·
Hongarije ·
Ierland · 
IJsland ·
Indonesië ·
Iran ·
Israël ·
Italië ·
Ivoorkust ·
Japan ·
Joegoslavië · 
Jordanië ·
Kazachstan ·
Koeweit ·
Kroatië ·
Letland ·
Liechtenstein ·
Litouwen ·
Luxemburg ·
Maleisië ·
Malta ·
Mexico ·
Moldavië ·
Montenegro ·
Nederland ·
Nigeria ·
Noord-Ierland ·
Noord-Macedonië ·
Noorwegen ·
Oekraïne ·
Oezbekistan ·
Oman ·
Oostenrijk ·
Paraguay ·
Polen ·
Portugal ·
Qatar ·
Roemenië ·
San Marino ·
Schotland ·
Senegal ·
Servië en Montenegro ·
Slovenië ·
Slowakije ·
Spanje ·
Tsjechië ·
Tunesië · 
Turkije ·
Verenigde Staten · 
Vietnam ·
Wales ·
Wit-Rusland ·
Zimbabwe ·
Zuid-Korea ·
Zweden ·
Zwitserland
Argentinië (2014) ·
Iran (2014) ·
Nigeria (2014)
FFIRI · 
A-internationals · 
Selecties · Bondscoaches · 
Statistieken · 
Iraans vrouwenelftal · 
Iran U21 · 
Iran U20 · 
Iran U19 · 
Iran U18 · 
Iran U17
1940 – 1969 · 
1970 – 1979 · 
1980 – 1989 · 
1990 – 1999 · 
2000 – 2009 · 
2010 – 2019 ·
2020 − 2029
Asian Cup 1960 · 
Asian Cup 1968 · 
Asian Cup 1972 · 
Asian Cup 1976 · 
Asian Cup 1980 · 
Asian Cup 1984 · 
Asian Cup 1988 · 
Asian Cup 1992 · 
Asian Cup 1996 · 
Asian Cup 2000 · 
Asian Cup 2004 · 
Asian Cup 2007 · 
Asian Cup 2011
WK 1978 · 
WK 1998 · 
WK 2006 · 
WK 2014 · 
WK 2018
OS 1964 · 
OS 1972 · 
OS 1976
1941 · 
1942–1946 · 
1947 · 
1948 · 
1949 · 
1950 · 
1951 · 
1952 · 
1953–1957 · 
1958 · 
1959 · 
1960–1961 · 
1962 · 
1963 · 
1964 · 
1965 · 
1966 · 
1967 · 
1968 · 
1969 · 
1970 · 
1971 · 
1972 · 
1973 · 
1974 · 
1975 · 
1976 · 
1977 · 
1978 · 
1979 · 
1980 · 
1981 · 
1982 · 
1983 · 
1984 · 
1985 · 
1986 · 
1987 · 
1988 · 
1989 · 
1990 · 
1991 · 
1992 · 
1993 · 
1994 · 
1995 · 
1996 · 
1997 · 
1998 · 
1999 · 
2000 · 
2001 · 
2002 · 
2003 · 
2004 · 
2005 · 
2006 · 
2007 · 
2008 · 
2009 · 
2010 · 
2011 · 
2012 ·
2013 ·
2014 ·
2015 ·
2016 ·
2017 ·
2018 ·
2019 ·
2020 ·
2021 ·
2022 ·
2023 ·
2024
Afghanistan ·
Albanië ·
Algerije ·
Angola ·
Argentinië ·
Armenië ·
Australië ·
Azerbeidzjan ·
Bahrein ·
Bangladesh ·
Bolivia ·
Bosnië en Herzegovina ·
Botswana ·
Brazilië ·
Bulgarije ·
Burkina Faso ·
Cambodja ·
Canada ·
Chili ·
China ·
Costa Rica ·
Cyprus ·
Denemarken ·
Duitsland ·
Ecuador ·
Egypte ·
Engeland ·
Filipijnen ·
Frankrijk ·
Georgië ·
Ghana ·
Guam ·
Guatemala ·
Guinee ·
Hongarije ·
Hongkong ·
Ierland ·
IJsland ·
India ·
Indonesië ·
Irak ·
Israël ·
Jamaica ·
Japan ·
Jemen ·
Joegoslavië ·
Jordanië ·
Kameroen ·
Kazachstan ·
Kenia ·
Kirgizië ·
Koeweit ·
Kroatië ·
Laos ·
Libanon ·
Libië ·
Litouwen ·
Madagaskar ·
Malediven ·
Maleisië ·
Mali ·
Marokko ·
Mexico ·
Montenegro ·
Mozambique ·
Myanmar ·
Nederland ·
Nepal ·
Nicaragua ·
Nieuw-Zeeland ·
Nigeria ·
Noord-Korea ·
Noord-Macedonië ·
Oeganda ·
Oekraïne ·
Oezbekistan ·
Oman ·
Oostenrijk ·
Pakistan ·
Palestina ·
Panama ·
Papoea-Nieuw-Guinea ·
Paraguay ·
Peru ·
Polen ·
Portugal ·
Qatar ·
Roemenië ·
Rusland ·
Saoedi-Arabië ·
Schotland ·
Senegal ·
Sierra Leone ·
Singapore ·
Slowakije ·
Sovjet-Unie ·
Spanje ·
Sri Lanka ·
Syrië ·
Tadzjikistan ·
Taiwan ·
Thailand ·
Togo ·
Trinidad en Tobago ·
Tsjecho-Slowakije ·
Tunesië ·
Turkije ·
Turkmenistan ·
Uruguay ·
Venezuela ·
Verenigde Arabische Emiraten ·
Verenigde Staten ·
Vietnam ·
Wales ·
Wit-Rusland ·
Zambia ·
Zuid-Jemen ·
Zuid-Korea ·
Zweden
Angola (2006) ·
Argentinië (2014) ·
Bosnië en Herzegovina (2014) ·
Marokko (2018) ·
Mexico (2006) ·
Nigeria (2014) ·
Portugal (2006) ·
Portugal (2018) ·
Spanje (2018)